# Nemastomatinae
Sous-famille
Les Nemastomatinae sont une sous-famille d'opilions dyspnois de la famille des Nemastomatidae.

## Distribution
Les espèces de cette sous-famille se rencontrent en écozone holarctique.

## Liste des genres
Selon World Catalogue of Opiliones (29/03/2023) :
- Acromitostoma Roewer, 1951
- Burnia Prieto, 2021
- Carinostoma Kratochvíl, 1958
- Caucnemastoma Martens, 2006
- Centetostoma Kratochvíl, 1958
- Giljarovia Kratochvíl, 1958
- Hadzinia Šilhavý, 1966
- Histricostoma Kratochvíl, 1958
- Mediostoma Kratochvíl, 1958
- Mitostoma Roewer, 1951
- Nemaspela Šilhavý, 1966
- Nemastoma Koch, 1836
- Nemastomella Mello-Leitão, 1936
- Paranemastoma Redikortsev, 1936
- Pyza Staręga, 1976
- Saccarella Schönhofer & Martens, 2012
- Sinostoma Martens, 2016
- Starengovia Snegovaya, 2010
- Vestiferum Martens, 2006
- † Paragiljarovia Elsaka, Mitov & Dunlop, 2019
- † Parahistricostoma Mitov, Perkovsky & Dunlop, 2021

## Systématique et taxinomie
Cette sous-famille a été décrite par Simon en 1872.

## Publication originale
- Simon, 1872 : « Notices sur les arachnides cavernicoles et hypogés. » Annales de la Société Entomologique de France', sér. 5, vol. 2, p. 215–244 (texte intégral).